# Старо-Олександрівська сільська рада
Старо-Олександрівська сільська рада — колишня адміністративно-територіальна одиниця та орган місцевого самоврядування у Черняхівському і Червоноармійському (Пулинському) районах Волинської округи, Київської та Житомирської областей Української РСР з адміністративним центром у селі Стара Олександрівка.

## Населені пункти
Сільській раді на час ліквідації були підпорядковані населені пункти:
- с. Стара Олександрівка.

## Населення
Кількість населення ради, станом на 1923 рік, становила 1 169 осіб, кількість дворів — 190.
Кількість населення сільської ради, станом на 1924 рік, становила 1 214 осіб.
Кількість населення ради, станом на 1931 рік, становила 1 338 осіб.

## Історія та адміністративний устрій
Створена 1923 року в складі колоній Людвиківка, Нова Олександрівка та Стара Олександрівка Пулинської волості Житомирського повіту Волинської губернії. 7 березня 1923 року включена до складу новоутвореного Черняхівського району Житомирської округи. 24 серпня 1923 року передана до складу Пулинського (згодом — Червоноармійський) району Житомирської (згодом — Волинська) округи. 18 жовтня 1924 року, відповідно до рішення Волинської ГАТК (протокол № 10/5 від 8 жовтня 1924 року), сільську раду реорганізовано у німецьку національну. Одночасно підпорядковано кол. Єрузалимка Бабичівської сільської ради Пулинського району. Станом на 1 жовтня 1941 року колонії Єрузалимка, Людвиківка та Нова Олександрівка не значилися на обліку населених пунктів.
Станом на 1 вересня 1946 року сільська рада входила до складу Червоноармійського району Житомирської області, на обліку в раді перебувало с. Стара Олександрівка.
Ліквідована 11 серпня 1954 року, відповідно до указу Президії Верховної ради Української РСР «Про укрупнення сільських рад по Житомирській області», територію ради та с. Стара Олександрівка приєднано до складу Колодіївської сільської ради Червоноармійського району Житомирської області.